# エール・ド・クール
エール・ド・クール（仏語：Air de cour）は、1570年代から1650年まで、すなわちルネサンス音楽の末期から初期バロック音楽にかけてフランスの上流階級に人気のあった、世俗歌曲の一ジャンル。ルイ13世の治世にあたる1610年ごろから1635年ぐらいまでがこの楽種の頂点であった。
「エール・ド・クール」という語が初めて使われたのは、1571年に出版されたアドリアン・ル・ロワの『リュート伴奏つきの宮廷歌曲集（ Airs de cour miz sur le luth ）』においてである。リュートに伴奏された独唱曲という演奏形態の例は、16世紀末までに現れたもので、それ以前は四重唱や五重唱が一般的で、時どき伴奏が付くこともあった（あるいは器楽伴奏は選択可能なものでよかった）。17世紀半ばまでに、たいていのエール・ド・クールが再び伴奏付き独唱曲の体裁をとるようになった。
音楽的に言うとエール・ド・クールは有節歌曲であり、同じ音楽の繰り返しに対して、異なる歌詞が順々に歌われていく。以前の音楽がとりわけ多声のためのポリフォニーであったのに対して、1610年以降のフランス音楽はふつうホモフォニックで、拍節感をもってシラビックに歌われる。そこには、1570年ごろにパリで発展した「韻律音楽 musique mesurée 」の影響が一目瞭然である。しかしながら、これらの風潮からかなり自由な曲集も現存している。17世紀の初頭のうちは、ポリフォニックなエール・ド・クールを専門とする出版社が存在し、ル・ロワとピエール・バラールによって出版された8巻はモノフォニーで、つまり単旋律のみが記譜され、伴奏部は表記されていない。このシリーズはフランス革命までいろいろと名前を変えつつ続けられ、膨大な数のこのジャンルが残されている（パリ国立図書館など蔵）。
「エール・ド・クール」は、ポリフォニックな場合であれ、コンチェルタートによる場合であれ、イタリア初期バロック音楽のモノディ音楽の風潮やマドリガーレから、驚くべきことに、ほとんど影響されていない。イタリア人の音楽家がしばしばフランスで働いていたことや、ポリフォニックなマドリガーレやコンチェルタート形式が同時期のドイツで非常に幅を利かせていたことを思えば、これはますます驚きである。エール・ド・クールにおける感情表現は、同時代のイタリア・マドリガーレの作風に比べると、冷たく古典的で抑制されており、当時のフランス人の審美眼にかなっていた。曲に使われる声域はたいていオクターヴ以内に制限されている。不協和音や半音階技法は稀である。全般的に素朴な表現が顕著である。
エール・ド・クールの影響力は、フランスの外にも広がった。曲集はドイツにおいても出版されたが、むしろイングランドで重要であり、いくつかの出版譜や写譜は、訳詞つきの版がむしろ好評だったことを物語っている。『英詩つきのフランスの宮廷歌曲集 French Court-airs, with their Ditties Englished 』と誇らしげに題された出版譜（1629年Edward Filmer刊行）が現存しており、エール・ド・－クールがイギリスのエアの発展にかなりの影響力を及ぼしていたのである。
エール・ド・クールの雰囲気は、イングランドのリュート歌曲のそれとは非常にかけ離れており、リュートの演奏技巧もいくつか新技巧が取り入れられ、たとえば第1指を上げ下げして「掻き鳴らす」奏法が記譜されている。
レスピーギの《リュートのための古風な舞曲とアリア第3組曲》において言及されている「宮廷のアリア」とは、エール・ド・クールのことにほかならない。
エール・ド・クールの主要な作曲家に次のような人物がいる。
- アドリアン・ル・ロワ （1520年頃 – 1598年）
- ニコラ・ド・ラ・グロット （1530年 – 1600年）
- ジャック・モーデュイ （1557年 – 1627年）
- ピエール・ゲドロン （1570年頃 – 1620年）
- ガブリエル・バタイユ （1575年頃 – 1630年）
- アントワーヌ・ボエセ （1586年 – 1643年）
- エティエンヌ・ムリニエ （1600年頃 – 1669年）
- ジャン・ド・カンベフォール （1605年頃 – 1661年）
- ミシェル・ランベール （1610年 – 1696年）